# Pedrinho (ur. 1977)
Pedrinho, właśc. Pedro Paulo de Oliveira (ur. 29 czerwca 1977 w Rio de Janeiro) – piłkarz brazylijski, występujący na pozycji lewego pomocnika.

## Kariera klubowa
Pedrinho karierę piłkarską rozpoczął w CR Vasco da Gama, którego jest wychowankiem w 1995. W Vasco 12 października 1995 w przegranym 0-1 meczu z SE Palmeiras Pedrinho zadebiutował w lidze brazylijskiej. Z Vasco dwukrotnie zdobył mistrzostwo Brazylii w 1997 i 2000, mistrzostwo stanu Rio de Janeiro – Campeonato Carioca w 1998, Copa Libertadores 1998 i Copa Mercosur 2000.
W latach 2001–2005 Pedrinho był zawodnikiem SE Palmeiras. Z Palmeiras spadł pierwszej ligi, by po roku do niej powrócić. W latach 2005–2006 był zawodnikiem saudyjskiego klubu Ittihad FC. Po powrocie do Brazylii Pedrinho został zawodnikiem Fluminense FC. Rok 2007 spędził w Santosie FC. Z Santosem zdobył mistrzostwo stanu São Paulo – Campeonato Paulista.
W 2008 wyjechał do Zjednoczonych Emiratów Arabskich do klubu Al Ain FC. Po powrocie do Brazylii ponownie został zawodnikiem Vasco da Gama. W Vasco 23 listopada 2008 w przegranym 1-2 meczu z São Paulo FC Pedrinho po raz ostatni wystąpił w lidze brazylijskiej. Ogółem w latach 1995–2006 w lidze brazylijskiej Pedrinho wystąpił w 187 meczach, w których strzelił 39 bramek. Z powodu kontuzji kolan Pedrinho karierę zakończył w drugoligowym Figueirense FC w 2009.
W 2011 powrócił na boisko w barwach występującego w lidze stanowej Minas Gerais – Funorte Monte Claros. Pedrinho wystąpił w trzech meczach, ale nie pomógł Funorte uchronić przed spadkiem z ligi.

## Kariera reprezentacyjna
Jedyny raz w reprezentacji Brazylii Pedrinho wystąpił 18 sierpnia 2004 w wygranym 6-0 towarzyskim meczu z reprezentacją Haiti.